# Myxoxantofyl

Vzorec myxoxantofylu

Myxoxantofyl je specifický xantofyl sinic obsažený v cytoplazmatické membráně, který obsahuje cukr fukózu. Jeho biologická funkce je zahalena tajemstvím, ale zdá se, že udržuje pevnost buněk a přispívá k syntéze glykokalyxu. K vyšší produkci myxoxantofylu dochází po ozáření UV, takže pravděpodobně hraje roli i v procesu ochrany proti škodlivému záření.